# Camandona
Camandona est une commune italienne de la province de Biella, dans la région Piémont.

## Culture
- Sanctuaire du Mazzucco

## Administration
| Période                                  | Période  | Identité                 | Étiquette                        | Qualité |
| ---------------------------------------- | -------- | ------------------------ | -------------------------------- | ------- |
| depuis 08/06/2009                        | En cours | Gian Paolo Botto Stellia | lista civica Tradizione e futuro |         |
| Les données manquantes sont à compléter. |          |                          |                                  |         |

### Hameaux
Canova, Cerale, Dagostino, Falletti-Guelpa, Gallo, Governati, Mino, Molino, Pianezze, Piazza, Vacchiero, Viglieno

### Communes limitrophes
Bioglio, Callabiana, Pettinengo, Piatto, Trivero, Vallanzengo, Valle San Nicolao, Veglio

## Jumelages
- Faucigny (Haute-Savoie) (France) depuis 2011